# Rudolf Desenský
Rudolf Desenský (* 28. srpna 1969) je český kynolog, etolog, psycholog psů a odborník na problémové psy. Do povědomí širší veřejnosti poprvé vstoupil díky televiznímu pořadu Na vlastní oči. Od roku 2017 je spolu s Klárou Nevečeřalovou protagonistou pořadu Kočka není pes.

## Profese
Se psy, o které se stará, žije na své „farmě“ Vlčáry u Písku v jižních Čechách. O své profesi a zkušenostech píše knihy a provozuje internetovou psí poradnu.
Díky soužití se psy vytvořil novou metodu jejich výchovy založenou na zvířecí komunikaci. Spočívá podle něj v odpozorování zvířecího chování (psího a vlčího) a jeho následné aplikaci při výchově či převýchově psa.

## Dílo
- DESENSKÝ, Rudolf. Jak poznat psí duši. Praha: XYZ, 2008. 301 s. ISBN 978-80-7388-073-6.
- DESENSKÝ, Rudolf. Jak poznat psí duši. Praha: Epiphany Pictures, 2016. 187 s. ISBN 978-80-906606-0-1.
- DESENSKÝ, Rudolf. PSI – Poradna Souvislosti Informace. Praha: XYZ, 2010. 244 s. ISBN 978-80-7388-457-4.
- DESENSKÝ, Rudolf. Pes přítel člověka. Praha: XYZ, 2011. 200 s. ISBN 978-80-87374-58-0.

## Odkazy

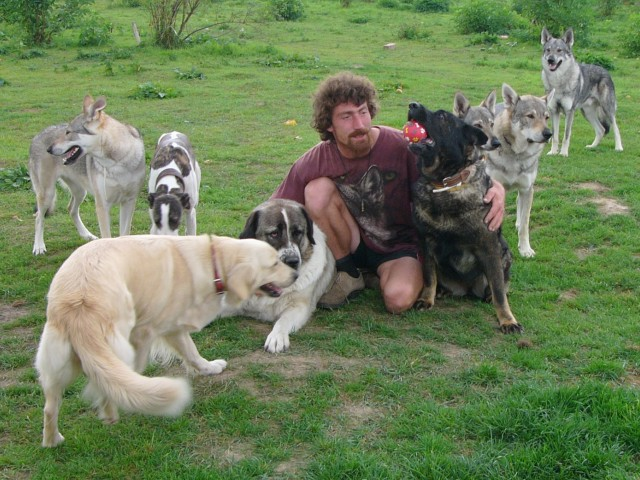
Rudolf Desenský se psy